# Roma Downey
Roma Downey (Derry, 6 de mayo de 1960) es una actriz, cantante y productora irlandesa-británica originaria de Derry, Irlanda del Norte. Es conocida por interpretar a Monica, el ángel empleado de Tess, en la serie de televisión estadounidense Touched by an Angel. Está casada con el productor de televisión Mark Burnett.

## Primeros años
Downey nació y se crio en Derry. Asistió a la escuela primaria en el Colegio de Thornhill. Originalmente, Downey pensó que iba a ser pintora y obtuvo un BA en el Brighton College of Art, Inglaterra. Pero después volcó su atención a la actuación y tuvo una formación clásica de asistir al Drama Studio London, donde actuó en obras de Shakespeare, Shaw y Chéjov.

## Carrera
Se unió a los intérpretes de Abbey en Dublín, y a una gira por los Estados Unidos en una producción de El Playboy del mundo occidental. La producción llevó a una nominación durante la temporada en Broadway para el Premio Helen Hayes como Mejor Actriz en 1991. Roma también actuó en Broadway en The Circle, con Rex Harrison y en el teatro Roundabout y el Public Theater de Nueva York.
Con su creciente popularidad, Downey ganó el papel de Jacqueline Kennedy Onassis en 1991 en la miniserie de televisión estadounidense de 6 horas A Woman Named Jackie, que ganó el premio Emmy ese año.
Con el tiempo, esto la condujo a su papel más famoso, como el ángel "Monica", en la serie de CBS Touched by an Angel, que se desarrolló de 1994 a 2003, también protagonizada por Della Reese. Por este papel, obtuvo una nominación y una victoria en los premios TV Guía para actriz favorita, y también obtuvo dos nominaciones a los premios Emmy y dos nominaciones al Golden Globe.
Downey dijo que el personaje de Monica le interesaba porque era un papel femenino fuerte, y que eran «pocas y distantes entre sí», y también por sus aspectos espirituales:

«Fue piloto de la temporada del '94, y yo estaba leyendo a través de scripts basura sin fin que se estaban enviando a mi manera. Normalmente, los papeles fueron a tocar a su esposa o novia, los papeles principales para las mujeres eran pocos y distantes entre sí. De repente se presentó un guion muy poco habitual. "Eh, esto es curioso", recuerdo que pensé. Porque soy una persona de fe, los aspectos espirituales me llamaron la atención. Además, a la actriz en mi le encantó leer un show que tuvo no uno, sino dos fuertes mujeres en roles femeninos-ángeles mujeres. Estaba en una audición para Mónica, y me gustó mucho Della Reese, que por supuesto terminó interpretando a Tess.»

Downey también produjo y protagonizó muchas películas para televisión, incluyendo Borrowed Hearts y Segunda luna de miel. Durante la ejecución de Touched By An Angel, grabó el álbum Healing Angel y escribió los libros para niños Love is a Family. Condujo Es un milagro en la red de Pax y más recientemente protagonizó otra vez en el escenario en "Un Picasso" en el Teatro Geffen en Los Ángeles. Ha sido anfitriona de Saturday Night Live, fue parte de las más bellas personas de la revista People y es portavoz del grupo de voluntarios "Operación Sonrisa". En sus nueve temporadas en el aire desarrolló una química con Reese, y las dos entablaron una amistad que continuó tras la cancelación de la serie.
Adquirió los derechos de adaptación de la serie de libros "Redemption" de Karen Kingsbury y trabajó en el desarrollo de la serie spin-off Los Baxter  durante 10 años, hasta su estreno en 2024.

## Filmografía

### Cine
| Año  | Título         | Personaje        | Notas       |
| ---- | -------------- | ---------------- | ----------- |
| 1995 | The Last Word  | Roxy             |             |
| 2004 | Fucking Monkey | Megan            |             |
| 2008 | At Jesus' Side | Petra            | Voz         |
| 2014 | Son of God     | Madre Mary       |             |
| 2018 | The Baxters    | Elisabeth Baxter | Protagónico |

### Televisión
| Año       | Título                                             | Personaje                  | Notas                           |
| --------- | -------------------------------------------------- | -------------------------- | ------------------------------- |
| 1988      | One Life to Live                                   | Lady Johanna Leighton      | Episodios desconocidos          |
| 1991      | The 100 Lives of Black Jack Savage                 | Danielle St. Clair         | Película de televisión          |
| 1991      | Disney Presents The 100 Lives of Black Jack Savage | Danielle St. Clair         | 7 episodios                     |
| 1991      | A Woman Named Jackie                               | Jacqueline Kennedy Onassis | Miniserie; 3 episodios          |
| 1992      | Getting Up and Going Home                          | Kimberly Stevens           | Película de televisión          |
| 1992      | Devlin                                             | Eileen                     | Película de televisión          |
| 1993      | New Year                                           | Suzanne Hartman            | Película de televisión          |
| 1994      | Hercules and the Amazon Women                      | Hippolyta                  | Película de televisión          |
| 1994      | Diagnosis: Murder                                  | Heather Winslow            | Episodio: "Reunion with Murder" |
| 1994–2003 | Touched by an Angel                                | Monica                     | 211 episodios                   |
| 1995      | A Child Is Missing                                 | Samantha Hallihan          | Película de televisión          |
| 1996–1998 | Promised Land                                      | Monica                     | 3 episodios                     |
| 1997      | Borrowed Hearts                                    | Kathleen Russell           | Película de televisión          |
| 1998      | Monday After the Miracle                           | Annie Sullivan             | Película de televisión          |
| 1999      | A Secret Life                                      | Cassie Whitman             | Película de televisión          |
| 1999      | The Test of Love                                   | Cassie Whitman             | Película de televisión          |
| 2001      | Second Honeymoon                                   | Maggie Weston              | Película de televisión          |
| 2001      | The Sons of Mistletoe                              | Helen Radke                | Película de televisión          |
| 2004      | The Survivors Club                                 | Jillian Hayes              | Película de televisión          |
| 2004      | The Division                                       | Reagan Gilancy             | 3 episodios                     |
| 2009      | Come Dance at My Wedding                           | Laura Williams             | Película de televisión          |
| 2011      | Keeping Up with the Randalls                       | Barb                       | Película de televisión          |
| 2013      | The Bible                                          | Mary, madre de Jesus       | Miniserie; 3 episodios          |

### Productora
| Año  | Título                   | Notas                  |
| ---- | ------------------------ | ---------------------- |
| 1997 | Borrowed Hearts          | Película de televisión |
| 1998 | Monday After the Miracle | Película de televisión |
| 1999 | The Test of Love         | Película de televisión |
| 2001 | Second Honeymoon         | Película de televisión |
| 2001 | The Sons of Mistletoe    | Película de televisión |
| 2004 | The Survivors Club       | Película de televisión |
| 2004 | Funky Monkey             |                        |
| 2013 | The Bible                | Miniserie              |
| 2014 | Son of God               |                        |
| 2015 | The Dovekeepers          | Miniserie              |
| 2015 | A.D. The Bible Continues | Serie limitada         |
| 2015 | Answered Prayers         | Serie de TLC           |
| 2015 | Woodlawn                 |                        |
| 2016 | Ben-Hur                  |                        |
| 2019 | Messiah                  | Serie de televisión    |

## Escenario
| Año  | Título                           | Personaje         | Notas |
| ---- | -------------------------------- | ----------------- | ----- |
| 1987 | Tamara                           | Emilia Pavese     |       |
| 1988 | Ghosts                           | Regina            |       |
| 1989 | Love's Labour's Lost             | Rosaline          |       |
| 1989 | Aristocrats                      | Voz de Anna       |       |
| 1989 | Arms and the Man                 | Raina Petkoff     |       |
| 1989 | The Circle                       | Elizabeth         |       |
| 1990 | The Playboy of the Western World | Margaret Flaherty |       |
| 2007 | A Picasso                        | Miss Fischer      |       |

## Discografía
En 1999, Downey firmó con RCA Victor Records y grabó un CD llamado Healing Angel, lanzado el 14 de septiembre de 1999.
| Año  | Detalles de álbum                                    | Pico       | Ventas            |
| Año  | Detalles de álbum                                    | US New Age | Ventas            |
| ---- | ---------------------------------------------------- | ---------- | ----------------- |
| 1999 | Healing Angel Estrenado: Septiembre 14 Etiqueta: RCA | 5          | Ventas US: 42,901 |